# أبو الهول السناني
أبو الهول السناني (الاسم العلمي: Sphinx lanceolata) هو نوع من الحشرات يتبع جنس أبو الهول من فصيلة عثث أبو الهول.